# Verbandsgemeinde Bad Münster am Stein-Ebernburg
De voormalige Verbandsgemeinde Bad Münster am Stein-Ebernburg met 11.322 inwoners lag in het district Bad Kreuznach in de Duitse deelstaat Rijnland-Palts.

## Gemeenten
De volgende gemeenten (Ortsgemeinden) maken deel uit van de Verbandsgemeinde Bad Münster am Stein-Ebernburg:
- Altenbamberg
- Duchroth
- Feilbingert
- Hallgarten
- Hochstätten
- Niederhausen
- Norheim
- Oberhausen an der Nahe
- Traisen